# Archidium tenerrimum
Archidium tenerrimum là một loài rêu trong họ Archidiaceae. Loài này được Mitt. mô tả khoa học đầu tiên năm 1864.